# 「ひらり」 オリジナル ドラマ・トラックス
「ひらり」 オリジナル ドラマ・トラックスは、NHK朝の連続テレビ小説「ひらり」のオリジナル・サウンドトラックである。日本の音楽グループDREAMS COME TRUEの中村正人が手掛けた。
1993年1月21日にEpic/Sony Records（現・エピックレコードジャパン）からリリースされた。

## 概要
- 本作で中村は、初めてテレビドラマの音楽を担当することになった。中村自らドラマ・トラックスの解説を書いている。
- 曲のタイトルを決めたのは吉田美和である。

## 収録曲
1. 歩いてゆこう 〜ひらりのテーマ〜
  - 吉田美和によるスキャット。
2. 夢の行先(ゆくさき) 〜みのりのテーマ〜
3. 春の日溜まり 〜薮沢のおじいちゃんのテーマ〜
4. ひばりとつくし 〜金太郎・銀次親子のテーマ〜
5. 月が標す道 〜薮沢夫婦のテーマ〜
6. 風と一緒に 〜梅若部屋のテーマ〜
7. 放り出した靴 〜エディーのテーマ〜
8. 胸騒ぎのあたりとはずれ 〜姉妹喧嘩のテーマ〜
9. 晴れたらいいね 〜ボサノヴァ・オーケストラ・ヴァージョン〜
  - 主題歌をリアレンジしたインスト・ヴァージョン。
10. 晴れたらいいね 〜唄・演奏:ドリームズ・カム・トゥルー〜
  - ドラマ主題歌。

## スタッフ
- 作詞：吉田美和（10）
- 作曲：中村正人（1～8）、吉田美和（9,10）
- 編曲：明石敏子（1～7,9）、中村正人（8,10）
- 補編曲：中村正人（1～7,9）